# Automuseum Braunschweig
Das Automuseum Braunschweig, früher Sammlung Historischer Fahrzeuge, ist ein Fahrzeugmuseum in Niedersachsen.

## Geschichte
Jürgen Kolle gründete 2009 das Automuseum im Braunschweiger Ortsteil Querum. Früher war es an 18 Sonntagen im Jahr geöffnet. Inzwischen ist es täglich geöffnet, wobei eine vorherige Anmeldung sinnvoll erscheint.

## Ausstellungsgegenstände
Das Museum stellt etwa 80 Autos, 10 Motorräder, 10 Mopeds, 15 Fahrräder und 15 Motoren aus. Der Schwerpunkt liegt auf Volkswagen-Modellen. Besonderheiten sind VW Käfer der Polizei, VW SP2 von Volkswagen do Brasil, Antarktis-Käfer von Volkswagen Australasia, Käfer-Taxi-Prototyp von Volkswagen de México, NSU Ro 80 und Sonderaufbauten von Rometsch. Außerdem sind Autos der Marken BMW, Borgward, Fiat, Ford, Glas, Opel und Porsche angegeben.
Eine Rarität in der Ausstellung ist ein vom Plymouth Six abgeleiteter „Hanko Rheingold“. Der Wagen ist wahrscheinlich der letzte seiner Art. Er entstand aus der Not, als es dem Koblenzer Großhandelsunternehmen Carl Spaeter wie auch anderen in der Nazizeit erschwert war, ausländische Fabrikate einzuführen und zu verkaufen. Daraufhin baute Spaeter einen Chevrolet-Motor in ein Plymouth-Fahrgestell und schuf auf diese Art ein neues, eigenes Modell, den „Rheingold“. Knapp 2000 Stück sollen bis 1939 gebaut worden sein. Der Motor war ein Sechszylinder mit einem Hubraum von 3053 cm³. Es wird angenommen, dass der ausgestellte Wagen im Herbst 1933 gebaut wurde. Der Zusatz „Hanko“ wurde aus den Namen der Unternehmensstandorte Hannover und Koblenz gebildet.

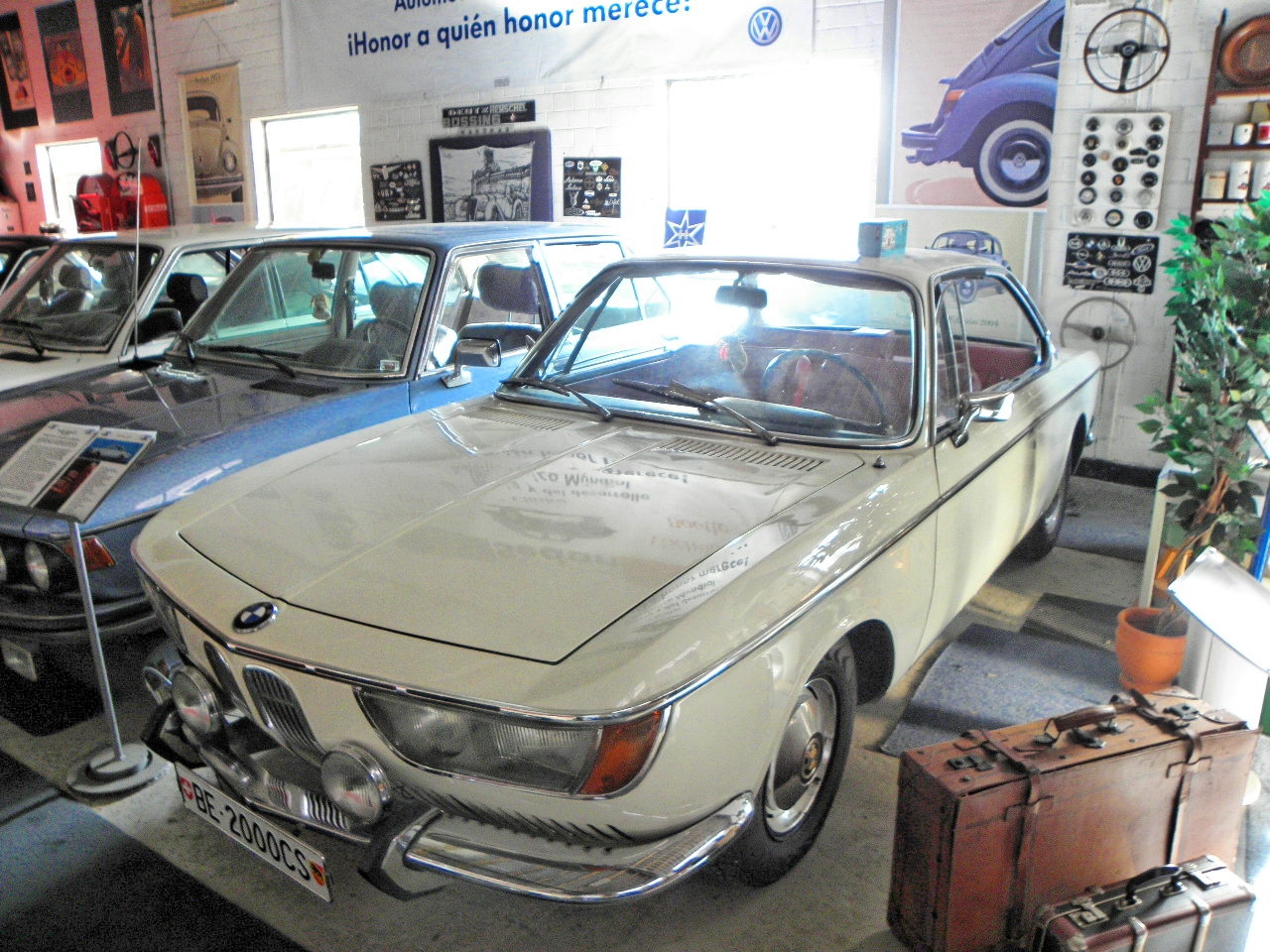
BMW 2000 CS
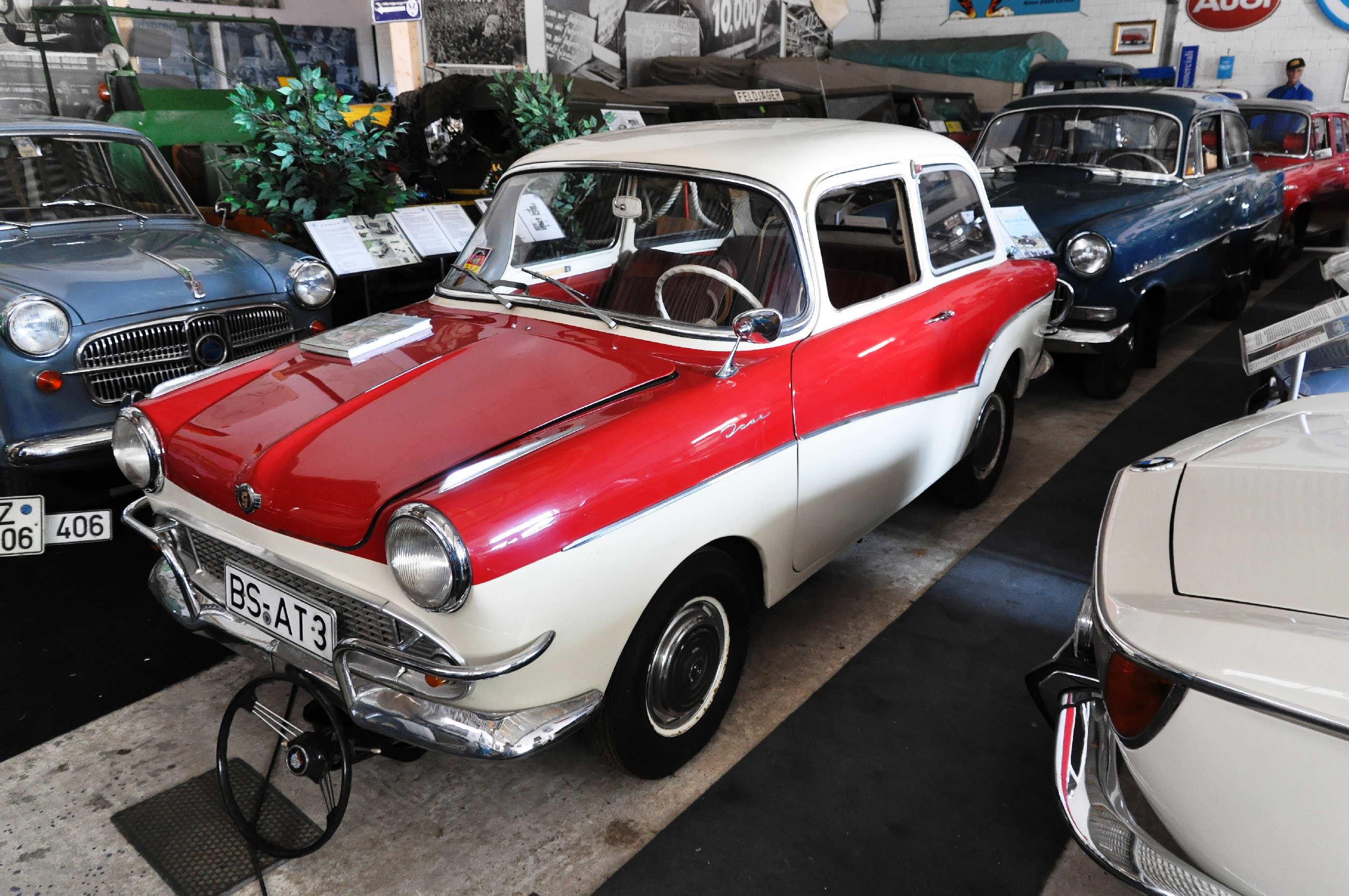
Glas Isar
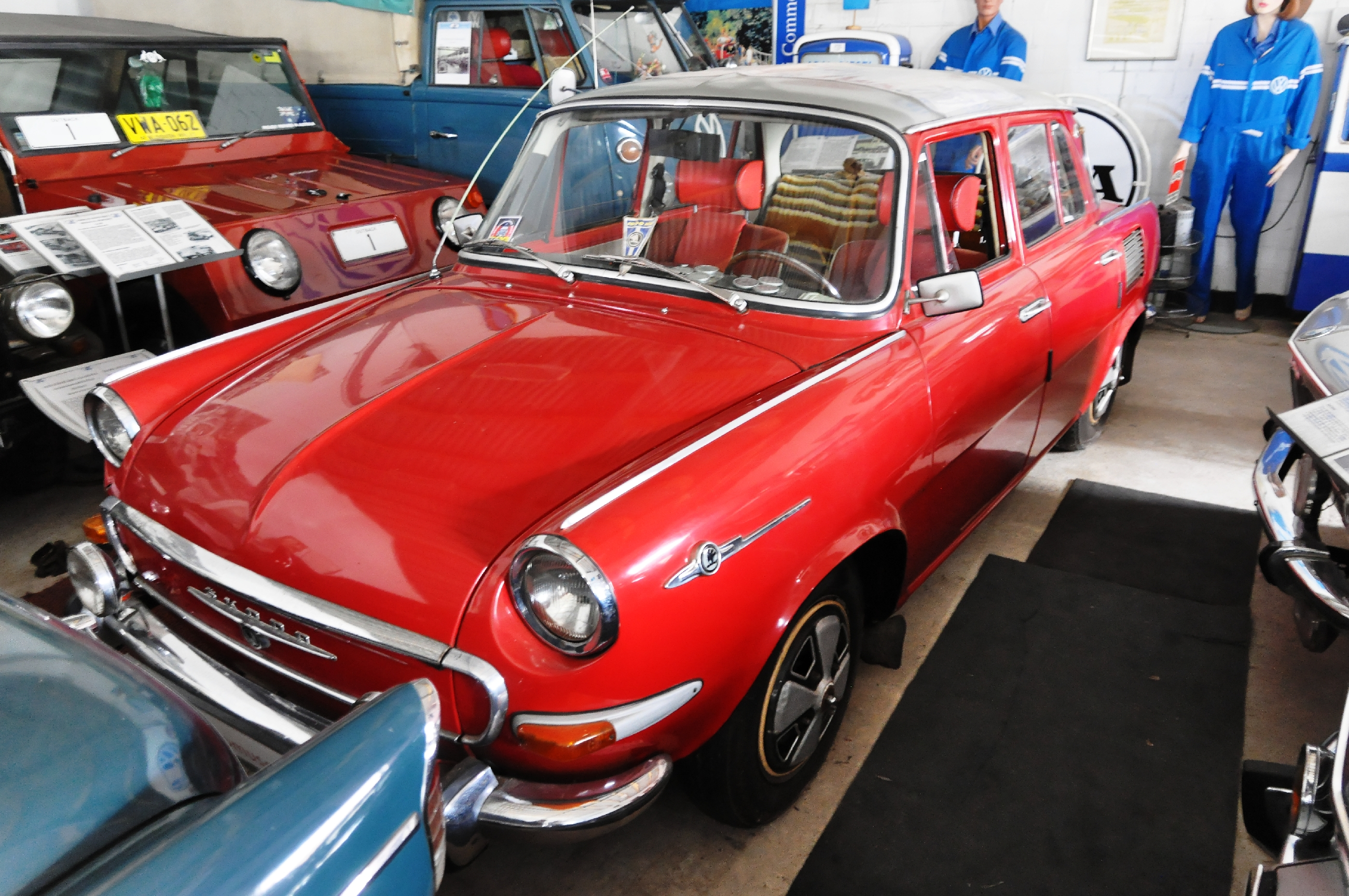
Škoda 1000 MB
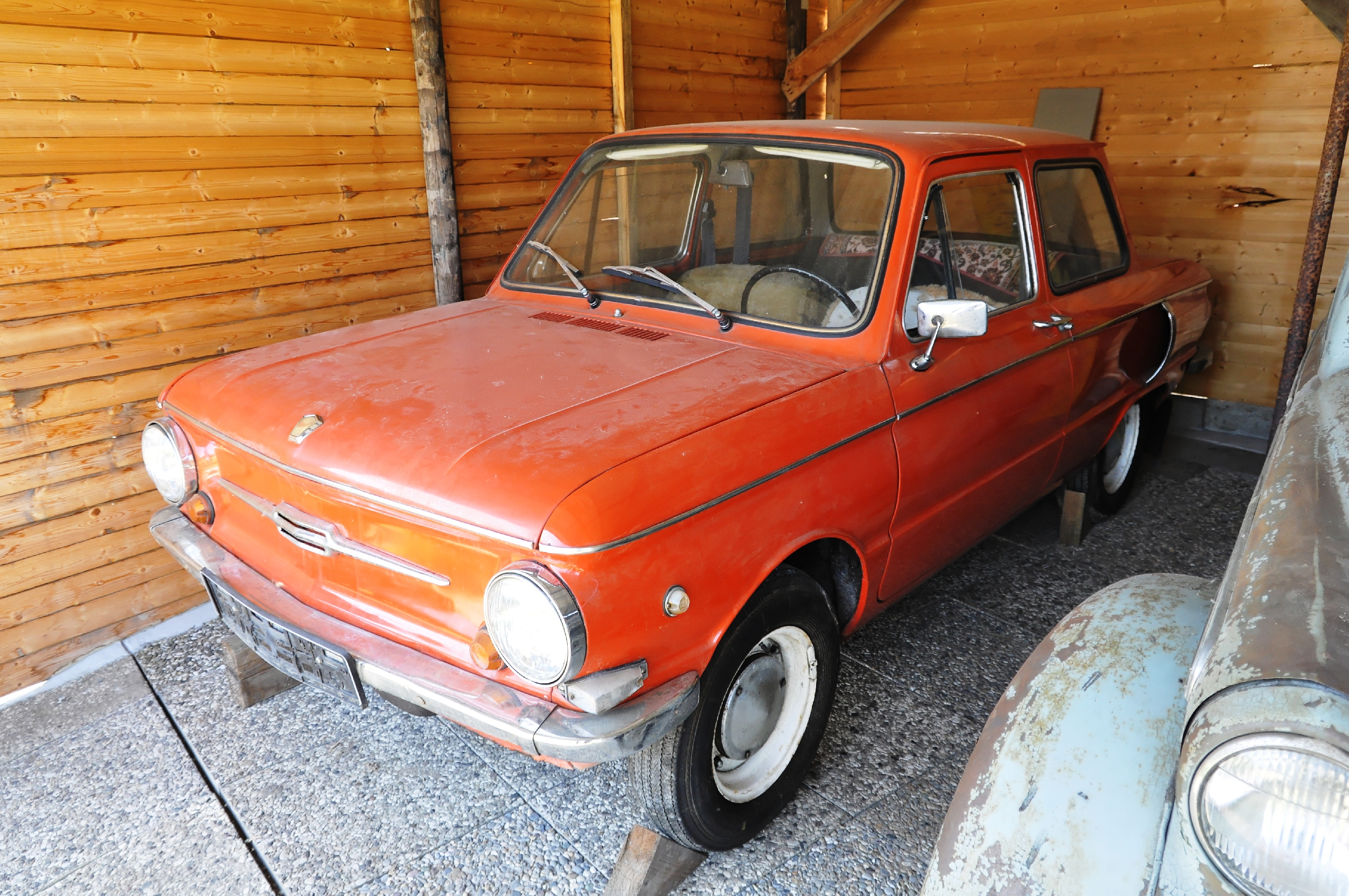
SAS-968
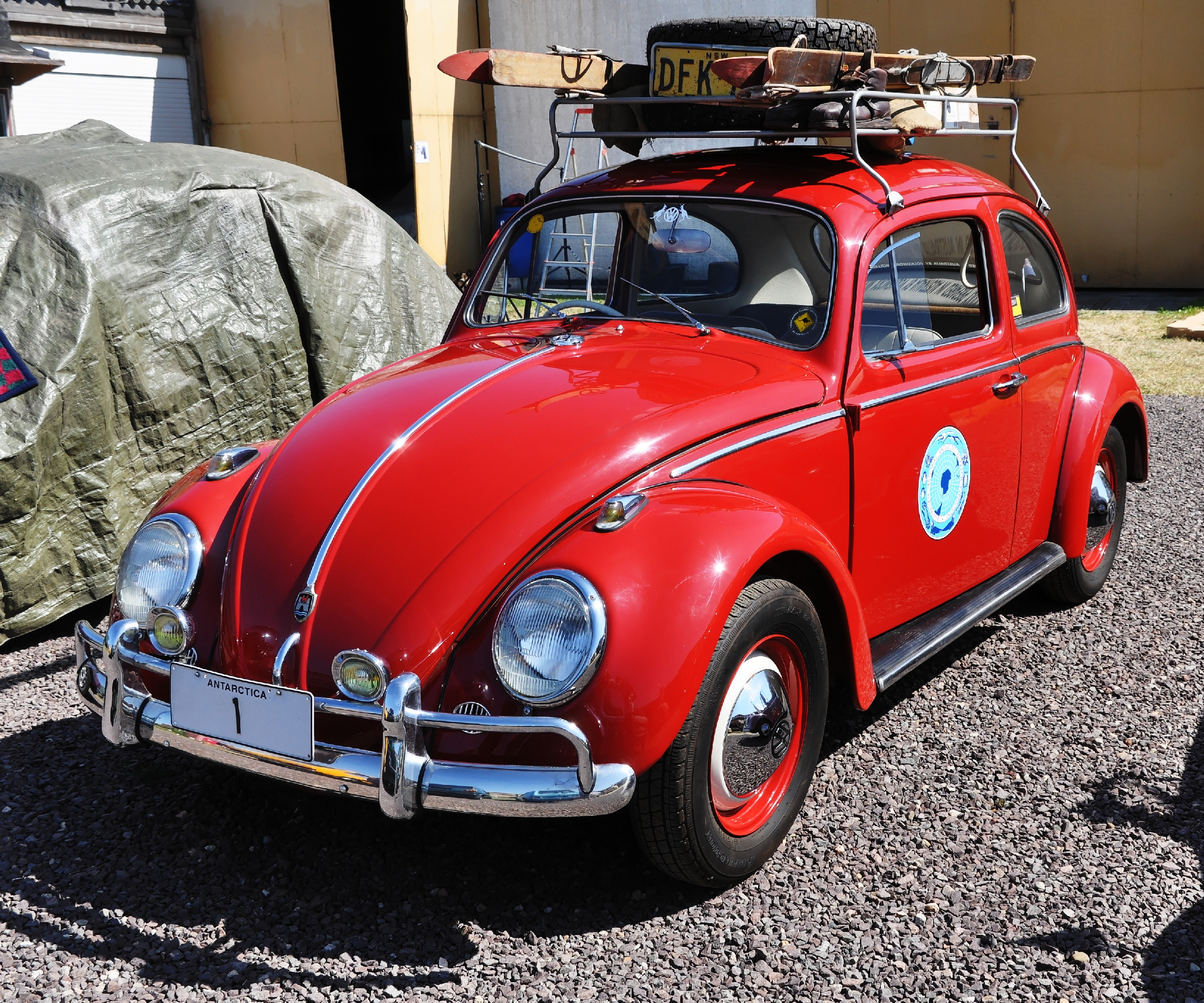
VW Käfer von Volkswagen Australasia
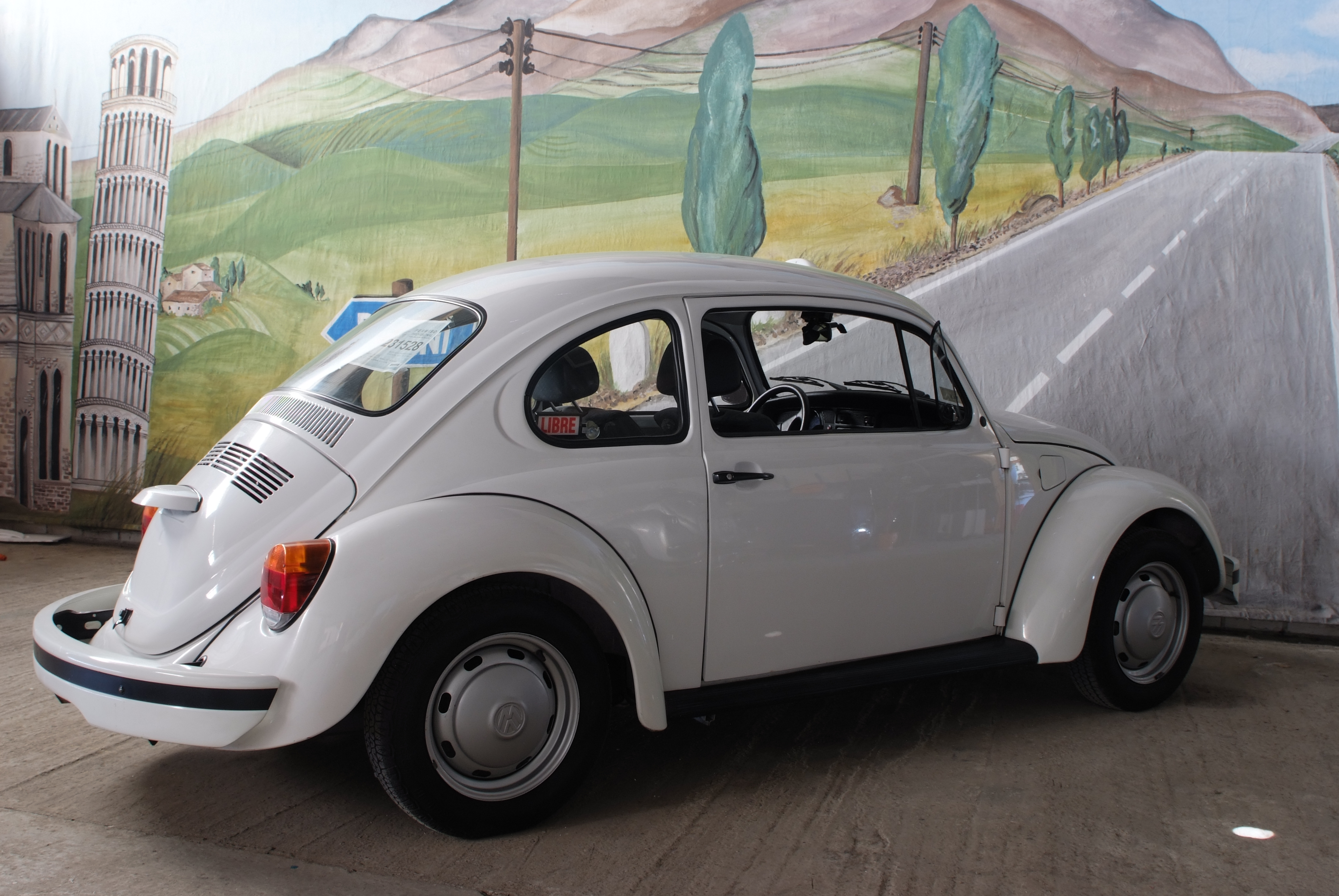
VW Käfer Taxi-Prototyp mit breiterer Beifahrertür von Volkswagen de México
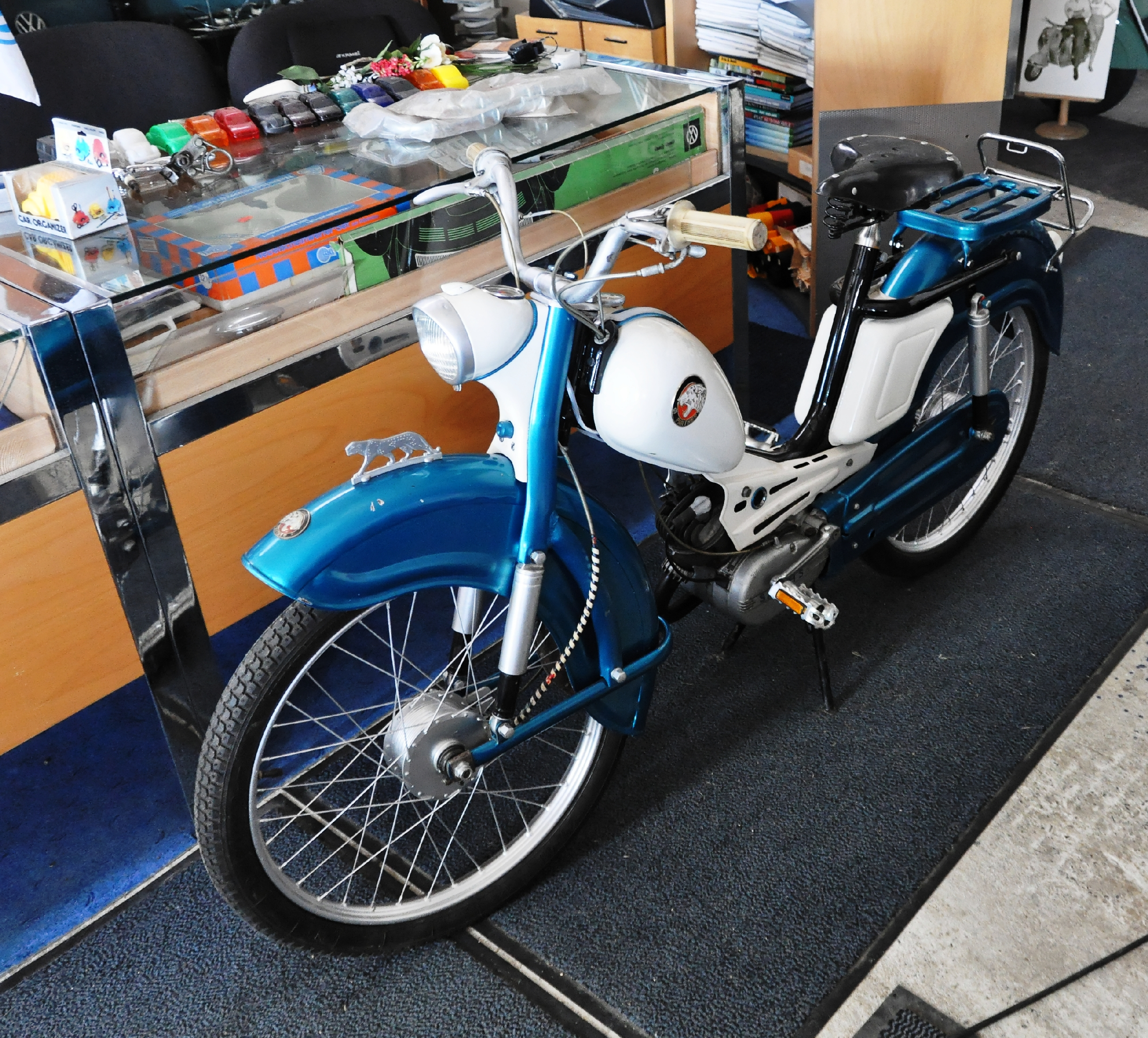
Panther-Moped